# Second Fiddle (1939)
Second Fiddle (auch: Irving Berlin’s Second Fiddle) ist ein US-amerikanischer Eisrevuefilm mit Sonja Henie und Tyrone Power aus dem Jahr 1939. Die Regie führte Sidney Lanfield. Alle drei hatten bereits 1937 bei Thin Ice zusammengearbeitet.

## Handlung
Trudi Hovland ist Lehrerin in Minnesota und wird eines Tages von dem Presseagenten Jimmy Sutton entdeckt, der seit Jahren die ideale Besetzung der weiblichen Hauptrolle in der Verfilmung des Bestsellers The Girl From the North sucht. Trudi ist die 426. Kandidatin und bekommt am Ende die Rolle. Um Trudi in der Presse bekannt zu machen, inszeniert Jimmy eine vorgebliche Romanze mit Trudis Co-Star und Hollywoodidol Roger Maxwell. Trudi nimmt das Spiel prompt für bare Münze und verliebt sich in Roger, was zu einigen Verwicklungen führt. Am Ende erkennt Trudi allerdings, wen sie wirklich liebt, und sie heiratet Jimmy.

## Hintergrund
Die norwegische Eiskunstläuferin Sonja Henie startete nach dem Ende ihrer beispiellosen Erfolgsserie mit drei Olympiasiegen, zehn Weltmeisterschaftstiteln und sechs Europameisterschaftstiteln 1936 eine sehr erfolgreiche Karriere beim Film. Als Star von speziell auf ihr Talent zugeschnittenen Eisrevuefilmen wie Thin Ice war Henie zu einem der größten weiblichen Stars des Studios 20th Century Fox aufgestiegen und kassierte Gagen von 125.000 US-Dollar pro Film und der Zusicherung des sog. First Billing, wonach ihr Name vor jedem anderen Schauspieler angekündigt würde.
Das Studio entwickelte für Henie eine ganz spezielle Form des Revuefilms mit spektakulären Showeinlagen in Form von Eisrevuen. Dazu musste eine besondere Kamera entwickelt werden, um die extrem schnellen Bewegungen der Eisläufer ohne Verzerrung aufnehmen zu können. Darüber hinaus war es notwendig, das Eis für die Revueszenen besonders zu präparieren. Dazu wurde eine oberste Schicht von milchfarbenem Eis aufgetragen, um die Aufnahmen zu erleichtern. Auch musste stets ein hauchdünner Wasserfilm gewährleistet werden, da nur so verhindert werden konnte, dass Eisstücke bei Bremsmanövern und schnellen Wendungen herumschleuderten und die Aufnahme verdarben.
Second Fiddle nimmt in der Handlung allerlei Anspielungen auf die jahrelange intensive Suche ganz Amerikas nach der idealen Wahl für die Rolle Scarlett O’Hara für die Verfilmung des sensationellen Bestsellers Vom Winde verweht.
Ehe der Film in den Verleih kam, hatte er verschiedene Arbeitstitel, darunter Cupid Goes to Press, Heart Interest, Love Is Tops und When Winter Comes. Zunächst war Don Ameche für die Rolle des Jimmy Sutton vorgesehen, doch die Dreharbeiten an The Story of Alexander Graham Bell verzögerten sich. Am Ende übernahm Tyrone Power, damals der größte männliche Star des Studios, den Part. Er und Henie hatten bereits 1937 bei Thin Ice zusammengearbeitet. Als Regisseur sollte zunächst Walter Lang die Realisierung übernehmen, ehe er mit Sidney Lanfield tauschte, der stattdessen Langs Arbeit an dem Shirley-Temple-Film Susannah of the Mounties übernahm.

## Kritik
Die meisten Kritiker fanden den Stoff amüsant, hielten die Vorstellung von Henie als Lehrerin mit starkem norwegischem Akzent allerdings für unglaubwürdig.
Die New York Times war am Ende recht harsch mit ihrem Votum und nannte den Film „gerade mal O.K.“ (no better than a faint "fair").

## Auszeichnungen
Second Fiddle erhielt bei der Oscarverleihung 1940 eine Nominierung in der Kategorie:
- Bester Song (Irving Berlin für I Poured My Heart Into a Song)